# Huracanes en luna plateada
Huracanes en luna plateada es el segundo álbum en vivo de la banda Los Piojos, grabado entre junio de 2001 y septiembre de 2002. Con 20 temas registrados en los recitales en el estadio de Huracán (24 de noviembre de 2001), en el Luna Park (19, 20, 21 y 23 de julio de 2002), en el estadio de Gimnasia y Esgrima La Plata (12, 13, 19, 20 y 21 de abril de 2002), en el estadio de Newell's Old Boys de Rosario (24 de agosto de 2002), en Pajas Blancas Center de Córdoba (14 de junio de 2002), en el Estadio Ruca Che de Neuquén (15 de junio de 2001) y en el Camping Luz y Fuerza de Mendoza (21 de septiembre de 2002). Incluye una nueva canción titulada «Extraña soledad».

## Lista de canciones

### CD 1
1. «María y José» 4:18
2. «Babilonia» 2:32
3. «Ximenita» 2:42
4. «Taxi boy» 4:49
5. «A veces» 4:50
6. «Cancheros» 4:15
7. «Yira - yira» (con Omar Mollo) 3:09
8. «Muy despacito» 5:55
9. «Labios de Seda» 4:30
10. «El rey del blues (B. B. King)» (con Pappo) 3:59
11. «Extraña soledad (inédito)» 5:24

### CD 2
1. «Llevátelo» 5:43
2. «Pensar en nada» (con León Gieco y Pappo) 7:22
3. «El farolito (La rubia tarada)» 6:20
4. «Y que más» 4:54
5. «Fijate» 4:10
6. «Morella» (con Ricardo Mollo) 5:45
7. «Genius (El mendigo del Dock Sud)» 5:00
8. «El balneario de los doctores crotos» 4:59
9. «Little Red Rooster (zapada)» 6:06

## Recitales en los que se grabó el disco
- 15 de junio de 2001 - Estadio Ruca Che, Neuquén, Argentina
- 24 de noviembre de 2001 - Estadio Tomás Adolfo Ducó, Ciudad de Buenos Aires, Argentina
  - Lista de canciones:
    1. María y José
    2. Babilonia
    3. Chac tu chac
    4. Ay ay ay
    5. Angelito
    6. Qué decís
    7. Labios de seda
    8. Intro Maradó
    9. Maradó
    10. Tan solo
    11. Los mocosos
    12. Extraña soledad
    13. Todo pasa
    14. Merecido
    15. Arco
    16. Morella
    17. Fijate
    18. Media caña
    19. Llevátelo
    20. Pistolas
    21. El balneario de los doctores crotos
    22. Luz de marfil
    23. Ruleta
    24. Vine hasta aquí
    25. Around & Around / Zapatos de gamuza azul
    26. San Jauretche
    27. Agua
    28. Genius
    29. Muévelo
    30. Finale
- 12 de abril de 2002 - Polideportivo Gimnasia y Esgrima La Plata, La Plata, Argentina
- 13 de abril de 2002 - Polideportivo Gimnasia y Esgrima La Plata, La Plata, Argentina
- 19 de abril de 2002 - Polideportivo Gimnasia y Esgrima La Plata, La Plata, Argentina
- 20 de abril de 2002 - Polideportivo Gimnasia y Esgrima La Plata, La Plata, Argentina
  - Lista de canciones:
    1. Te diría
    2. Chac tu chac
    3. María y José
    4. Ay ay ay
    5. Y que más
    6. Taxi boy
    7. Desde lejos no se ve
    8. Intro Maradó
    9. Maradó
    10. Tan solo
    11. Luz de marfil
    12. Extraña soledad
    13. Ando ganas (Llora llora)
    14. Pistolas
    15. Shup - shup
    16. Yira - yira
    17. Cruel
    18. Fíjate
    19. Vine hasta aquí
    20. Morella
    21. Verano del '92
    22. Babilonia
    23. Pega - pega
    24. Agua
    25. Ruleta
    26. Genius (El mendigo del Dock Sud)
    27. Finale
- 21 de abril de 2002 - Polideportivo Gimnasia y Esgrima La Plata, La Plata, Argentina
- 14 de junio de 2002 - Pajas Blancas Center, Pajas Blancas, Córdoba, Argentina
  - Lista de canciones:
    1. Te diría
    2. Taxi boy
    3. Babilonia
    4. Ay ay ay
    5. Y que más
    6. Cancheros
    7. Intro Maradó
    8. Maradó
    9. Tan solo
    10. Spiritus
    11. Extraña soledad
    12. Agua
    13. Guadalupe
    14. Shup - shup
    15. Arco
    16. Fijate
    17. Al desierto
    18. El farolito
    19. Cruel
    20. Todo pasa
    21. Go negro go
    22. El balneario de los doctores crotos
    23. Vine hasta aquí
    24. Ruleta
    25. Muévelo
    26. Finale
- 19 de julio de 2002 - Estadio Luna Park, Ciudad de Buenos Aires, Argentina
- 20 de julio de 2002 - Estadio Luna Park, Ciudad de Buenos Aires, Argentina
  - Lista de canciones:
    1. Intro
    2. María y José
    3. Te diría
    4. Taxi boy
    5. Y que más
    6. Chac tu chac
    7. Intro Maradó
    8. Maradó
    9. Tan solo
    10. Los mocosos
    11. Extraña soledad
    12. Agua
    13. Sed de viña
    14. Globalización
    15. Morella
    16. Fijate
    17. Sucio can
    18. Al desierto
    19. El farolito (La rubia tarada)
    20. Ando ganas (Llora llora)
    21. Go negro go
    22. Genius (El mendigo del Dock Sud)
    23. Little Red Rooster
    24. Pistolas
    25. Muévelo
    26. Finale
- 21 de julio de 2002 - Estadio Luna Park, Ciudad de Buenos Aires, Argentina
- 23 de julio de 2002 - Estadio Luna Park, Ciudad de Buenos Aires, Argentina
- 24 de agosto de 2002 - Estadio El Coloso del Parque, Rosario, Santa Fe, Argentina
  - Lista de canciones:
    1. Intro
    2. Llevátelo
    3. Chac tu chac
    4. Te diría
    5. Cruel
    6. Y que más
    7. María y José
    8. Intro Maradó
    9. Maradó
    10. Tan solo
    11. Luz de marfil
    12. Extraña soledad
    13. Todo pasa
    14. Qué decís
    15. Al desierto
    16. Morella
    17. Fijate
    18. Taxi boy
    19. El farolito (La rubia tarada)
    20. Uoh pa pa pa
    21. Ruleta
    22. Labios de seda
    23. El balneario de los doctores crotos (incluye fragmento de "You Gotta Move" de The Rolling Stones)
- 21 de septiembre de 2002 - Camping Luz y Fuerza, Mendoza, Argentina

## Créditos
- Andrés Ciro Martínez: Voz, guitarra y armónica.
- Daniel "Piti" Fernández : Guitarra, coros y voz en «Extraña soledad».
- Gustavo "Tavo" Kupinski: Guitarra y coros.
- Miguel Ángel "Micky" Rodríguez: Bajo, coros y voz en «Fijate».
- Sebastian "Roger" Cardero: Batería y coros.